# アセファル
アセファルは、ジョルジュ・バタイユによって創刊された公刊誌の名称（1936年から1939年までの全5号）であり、バタイユらによって結成された秘密結社の名前でもある。その名はギリシャ語のἀκέφαλος（アケファロス、文字通り「頭のない」）に由来する。

## 『アセファル』
1936年6月24日付けの第一号はわずか8ページだった。表紙はアンドレ・マッソンによって描かれた。その絵は古典的な理性を体現するレオナルド・ダ・ヴィンチの有名なウィトルウィウス的人体図に明らかにインスパイアされている。しかし、マッソンが書いた人体には頭がなく、股間は頭蓋骨で覆われ、右手には燃える心臓を持ち、左手には短剣を握っている。タイトルの「アセファル」の下には、「宗教。社会学。哲学」という言葉が印刷され、その次の行には「神聖な呪文」（la conjuration sacrée）という表現が続いている。
最初の記事はバタイユによって署名されており、「聖なる呪文」と題されている。「秘密裏であれ公然であれ……異なる存在になる必要がある、さもなければ存在しなくなる」と主張している。さらにバタイユは、「人間の生活は宇宙の頭と理性として奉仕することによって苛立たされている。この頭と理性となる限り、つまり、宇宙にとって必要な存在になる限り、それは農奴制を受け入れる」と書かれている。
第2号は「ニーチェとファシスト」と題された大記事で始まり、バタイユはニーチェの妹エリーザベト・フェルスター＝ニーチェを激しく攻撃した。彼女は悪名高い反ユダヤ主義者ベルンハルト・フェルスターと結婚しており、この結婚はニーチェと彼の妹との間に最終的な断絶をもたらしたとしている。バタイユはエリーザベトをエリーザベト・ユダス＝フェルスターと呼び、ニーチェの宣言を思い起こさせた。「この露骨な人種に関する詐欺に関与している誰とも決して交わらないこと」
同号には、ニーチェの『ギリシャの悲劇的時代における哲学』からのヘラクレイトスに関する未編集のテキストや、カール・ヤスパースのニーチェに関するテキストへのコメントであるジャン・ヴァールによる「ニーチェと神の死」という記事も含まれている。
他の号もニーチェに焦点を当てていた。『狂気、戦争と死』と題し、「ニーチェの狂気」という記事を収録した最終号は準備されていたが、最終的には出版されなかった。これらのニーチェに関する言及は、当時のフランスでのニーチェの不人気につながっていたナチズムによる哲学者の取り込みに対抗するものであり、ニーチェ自身は反ユダヤ主義に反対していた。最終号の文章は、無記名であるが全てバタイユによるとされる。
バタイユの他にも、ほとんどのテキストに署名したロジェ・カイヨワ（第3号と第4号）、ピエール・クロソウスキー（第1号、第2号、第3号、第4号）、アンドレ・マッソン、ジュール・モンネロ（第3号と第4号）、ジャン・ロラン、およびジャン・ヴァール（第2号）も参加した。

## 秘密結社
その性質上、社会の動向を説明することは難しい。バタイユは、アフリカの秘密結社を研究したマルセル・モースに何度も言及し、それらの秘密結社を「全体的な社会現象」として描写した。このモデルに基づいて、彼は雷に打たれたオークの近くの森でいくつかの夜間集会を組織した。アセファル教会のメンバーは、反ユダヤ主義者と握手を拒否し、ルイ16世の首がはねられたことを祝うなど、いくつかの儀式を採用することが求められた。この出来事は「首のない群衆」を標的とした「アセファリテ」を予示していた。社会のメンバーはまた、集会中に読まれるニーチェ、フロイト、サド、モースのテキストに基づいて瞑想するよう誘われた。ヴィシー＝ナチスによるフランス占領に対するフランス抵抗運動の現役任務がもたらす暴力と喪失に心理的に備えるために、メンバーは人身御供を行うことを議論したが、これは実行されなかった可能性がある。

## ダ・コスタ百科事典
アセファルは、1947年のパリ国際シュルレアリスム展に合わせて出版されたダ・コスタ百科事典（ダ・コスタ百科）も発表したが、印刷の遅れにより、百科事典は展覧会が終了した数ヶ月後まで配布されなかった。従来の百科事典の形式を模して、社会的および個人的な慣習を前例のない熱意で非難し、より曖昧なアイデアを提唱した。
おそらくその最も無礼な項目は「生存許可証」であり、これは法的法定を強制するために所持者に重要な統計を要求する偽の政府文書である。この文書を「整然と」保管しなかった場合の罰則は死であった。この許可証は、ダ・コスタ百科事典の活版印刷者であるマルセル・デュシャンの発明である可能性が高く、一般的に知られているアートオブジェクトとの明白な関係はなかった。「生存許可証」の前駆体は、1934年に出版されたデュシャンのグリーンボックスの以前のメモに現れ、彼は人々が呼吸する空気のために支払わなければならない社会を想像している。
世紀の終わりまでに、百科事典は忘れ去られた。これは、作成者たちが興味のある人々がコピーを入手することを積極的に思いとどまらせたためでもある。

## 関連ページ
- ドキュメンツ、バタイユが1929年から1930年まで編集したシュルレアリスムのジャーナル
- ミノトール、アルベール・スキラによって設立された主にシュルレアリスム志向の出版物で、1933年から1939年までパリで発行された
- シュルレアリスム革命、アンドレ・ブルトンによって設立された重要なシュルレアリスムの出版物で、1924年から1929年までパリで発行された
- View、アメリカのアートマガジンで、主にアバンギャルドとシュルレアリスムのアートを扱い、1940年から1947年まで発行された
- VVV, 1942年から1944年まで亡命したヨーロッパのシュルレアリストによって発行されたニューヨークのジャーナル